# Мариоломео (Салерно)
Мариоломео је насеље у Италији у округу Салерно, региону Кампанија.
Према процени из 2011. у насељу је живело 41 становника. Насеље се налази на надморској висини од 720 м.